# Take a Chance on Me
Take a Chance on Me è un singolo degli ABBA, registrato nel 1977 per l'album The Album. Distribuito a partire dal dicembre del 1977, ottenne un ottimo successo commerciale in Europa e negli Stati Uniti.

## Descrizione
Scritta da Benny Andersson e Björn Ulvaeus, il titolo provvisorio di Take a Chance on Me era Billie Boy. Il testo viene cantato sia da Agnetha Fältskog che da Anni-Frid Lyngstad, ma solo la prima canta una parte in assolo. Take a Chance on Me fu la prima canzone scritta senza l'ausilio di Stig Anderson. Sembra che l'idea della melodia sia di Björn, che quando usciva a correre teneva il ritmo canticchiando tra sé e sé un motivetto che poi sarebbe diventato la base della canzone. Il lato B del singolo, I'm a Marionette, era, nelle intenzioni degli autori, stato ideato per un minimusical (come per il lato B del precedente singolo), progetto che tuttavia sarebbe stato poi accantonato.

## Successo commerciale
Take a Chance on Me riportò gli ABBA sulla cresta dell'onda internazionale: pubblicato verso la fine del 1977, si piazzò subito alla prima posizione in Gran Bretagna, dove rimase tre settimane, e scalò la vetta anche in Austria, Belgio, Irlanda, Messico. Il singolo salì sul podio anche in Svizzera, Paesi Bassi, Zimbabwe e Germania Ovest, nonché negli Stati Uniti, costituendo il più grande successo del gruppo, superando addirittura in vendite Dancing Queen, pur non riuscendo, a differenza di questo, a raggiungere la prima posizione. Penetrò in Top Ten anche in Canada, Sud Africa e Norvegia.
Il canale di sport ESPN ha adottato la canzone come sottofondo musicale durante i draft, specie quelli per la National Football League. Una cover molto famosa fu prodotta dal gruppo Erasure (che la inclusero nell'EP Abba-esque) nel 1992.